# Lámpara Tilley

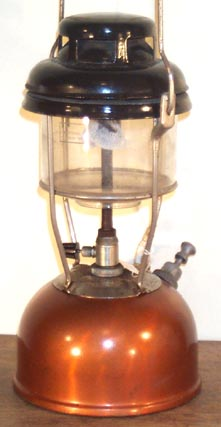
Lámpara Tilley X246B, mayo de 1978.

La lámpara Tilley es una lámpara portátil de aceite o queroseno en la que la presión de aire se utiliza para suministrar combustible al quemador. Deriva de la invención de John Tilley del soplete hidroneumático en 1813 en Inglaterra, y fue desarrollada por su inventor en 1830.
Durante la Primera Guerra Mundial, las lámparas Tilley fueron utilizadas por las fuerzas armadas británicas y se hicieron tan populares que Tilley se convirtió en un nombre genérico para la lámpara de queroseno en muchas partes del mundo, de la misma manera que Hoover se usa para aspiradoras. Durante la década de 1920 la empresa se diversificó en lámparas domésticas, y se había expandido rápidamente gracias a sus contratos con las compañías ferroviarias. Después de la Segunda Guerra Mundial, los temores sobre el efecto venenoso de los humos de queroseno y la amplia disponibilidad de electricidad redujeron la demanda de uso doméstico. La compañía se trasladó de Hendon a Irlanda a principios de los 1960, ubicándose finalmente en Belfast. Regresó a Inglaterra en 2000.